# Лесообразующая порода

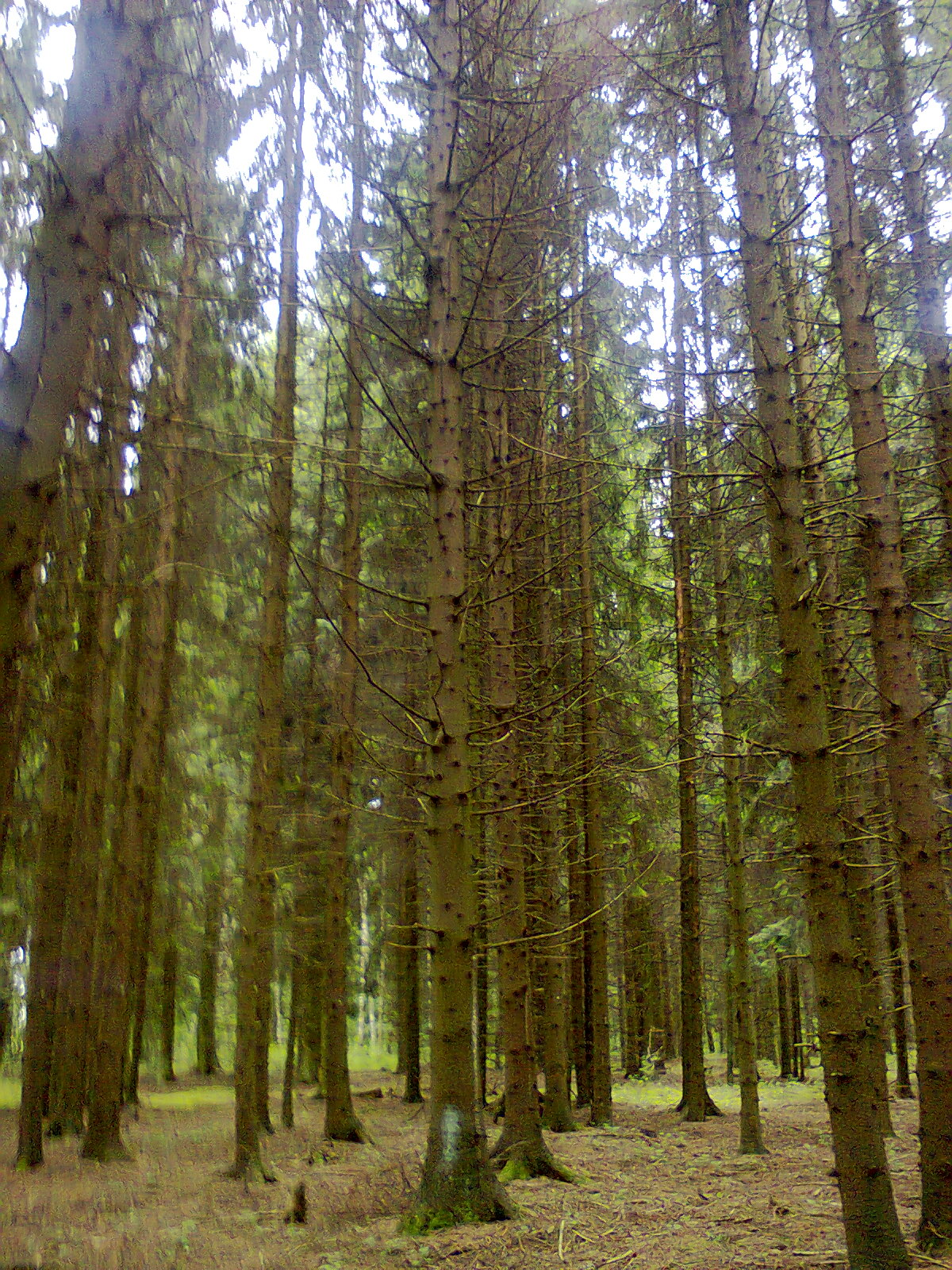
Лесообразующая порода — ель обыкновенная

Лесообразующая порода — древесная порода, формирующая полог леса — верхний, главный ярус древостоя. Лесообразующая порода определяет внешний облик насаждений. Обладая собственным комплексом сопутствующих растений и животных, является ведущей в образовавшихся сообществах своего ареала, от фитоценоза, сообщества растений, до биогеоценоза, включающего как живые организмы (биоту), так и неживую, абиотическую составляющую — воздух, почву и воду.
Основные лесообразующие породы
- В европейской тайге — ель обыкновенная, сосна обыкновенная, лиственница Сукачёва, пихта сибирская, из лиственных пород — берёза повислая и берёза пушистая, осина.
- В умеренных широтах Европы — дуб черешчатый и дуб сидячецветный, реже сосна обыкновенная.
- В горных лесах Кавказа и Крыма — дуб имеретинский, дуб грузинский, дуб Гартвиса, бук восточный, ель восточная, пихта кавказская, сосна крымская.
- В Сибири и на Дальнем Востоке — лиственница сибирская и лиственница даурская, сосна обыкновенная, кедровая сосна сибирская и кедровая сосна корейская, некоторые виды пихты[1].
- В лесостепях юга Западной Сибири — берёза[источник не указан 3532 дня].
- В горных лесах Средней Азии — ель Шренка, пихта Семёнова, а также грецкий орех, некоторее виды яблони.
- В североамериканской тайге — ель чёрная и ель белая, пихта бальзамическая, сосна веймутова и сосна Банкса
- В североамериканских горных лесах — ель ситхинская, лжетсуга Мензиса, тсуга Мертенса, виды сосен, секвойя вечнозелёная, дуб орегонский и другие дубы.
- В южноамериканских лесах бассейна Амазонки — представителями родов свитения, бертоллеция, гевея, цезальпиния.
- В южноамериканских лесах умеренного пояса — араукария, нотофагус.
- В Африке — кедр атласский, дуб каменный и дуб пробковый, сосна приморская и сосна алеппская, фисташка атлантическая.
- В Австралии — представители эвкалипта, нотофагуса, агатиса, каллитриса, араукарии[1].